# Zeria persephone
Zeria persephone är en spindeldjursart som beskrevs av Simon 1879. Zeria persephone ingår i släktet Zeria och familjen Solpugidae. Inga underarter finns listade i Catalogue of Life.